# Melissa Panarello
Melissa Panarello (Catânia, 3 de dezembro de 1985) é uma escritora erótica italiana.
O seu primeiro livro, Cem escovadas antes de ir para a cama, é um diário verídico que relata sobre sua vida sexual na adolescência, em busca de alguém para amar e ser amada. No livro ela relata experiências que modificaram sua vida ou até mesmo sua personalidade, descobrindo a vida se rendendo aos prazeres carnais.
Procurando encontrar a si e um sentido para sua vida, tentando descobrir o verdadeiro amor, e se ele realmente existe, Melissa tem muitas decepções, até encontrar a pessoa que ela tanto procurou. Alguém que a ama e a trata como única. Uma pessoa com quem ela pôde se abrir sem medo, e se recuperar de todas as decepções do passado.
O livro vendeu mais de meio milhão de cópias, somente na Itália. Baseado no diário de Melissa, teve origem o filme Cem escovadas antes de dormir, desaprovado porém pela maioria dos fãs do livro, e também pela própria Melissa. Em 2005, escreveu o livro L'odore del tuo respiro que ainda não tem tradução em língua portuguesa e em 2006 escreveu In nome dell'amore.+

## Obras

### Romances
- 2003: 100 colpi di spazzola prima di andare a dormire, Roma, Fazi, ISBN 88-8112-425-4.
- 2005: L'odore del tuo respiro, Roma, Fazi, ISBN 88-8112-628-1.
- 2010: Tre, Torino, Einaudi, ISBN 978-88-06-20279-8.
- 2013: La Bugiarda, Roma, Fandango Libri, ISBN 978-8860443908

### Graphic novels
- 2011: Vertigine, com Alice Pasquini, Milano, Bur Rizzoli, ISBN 978-88-17-02838-7.

### Ensaios
- In nome dell'amore, Roma, Fazi, ISBN 88-8112-730-X.
- In Italia si chiama amore, Milano, Bompiani, ISBN 978-88-452-6786-4.
- 2015 - Un anno d'amore, oroscopo sentimentale per ragazze sveglie, Milano, Mondadori.